# Niko Terho
Niko Terho (Barbados, 3 de fevereiro de 1996) é um ator barbadense. É conhecido pelo seu papel como Dr. Lucas Adams em Grey's Anatomy and e Harry Turpin em The Thing About Harry.

## Biografia
Terho nasceu em Barbados. Ele estudou na The St. Michael School em Saint Michael. Aos 15 anos, ele se mudou para a Inglaterra para jogar futebol profissional. Ele jogou pela Bede's School, Eastbourne, no torneio da English Schools' Football Association, marcando um gol de bicicleta na quarta rodada em 2012. Ele jogou pela seleção nacional de futebol sub-17 de Barbados no torneio da CONCACAF. Aos 18 anos, ele se mudou para Nova Iorque para seguir sua carreira de ator, estudando no William Esper Studio.

## Filmografia
| Ano           | Título                | Papel           | Notas                                         |
| ------------- | --------------------- | --------------- | --------------------------------------------- |
| 2019          | Howard                | Andy            | Curta-metragem                                |
| 2019          | Sweetbitter           | Ethan           | Episódio: "Sec or Demi-Sec"                   |
| 2020          | The Thing About Harry | Harry Turpin    |                                               |
| 2020          | Sno Babies            | Jeff            |                                               |
| 2022–presente | Grey's Anatomy        | Dr. Lucas Adams | Elenco principal (19ª temporada-presente)     |
| 2022          | Station 19            | Dr. Lucas Adams | Papel de convidado (6ª temporada); 1 episódio |